# Punyals per l'esquena: El misteri de Glass Onion
Punyals per l'esquena: El misteri de Glass Onion (originalment en anglès, Glass Onion: A Knives Out Mystery) és una pel·lícula de misteri d'assassinats del 2022 escrita i dirigida per Rian Johnson i produïda per Johnson i Ram Bergman per a T-Street Productions. És una seqüela independent de Punyals per l'esquena del 2019, Daniel Craig torna a interpretar el seu paper de Benoit Blanc, un detectiu que s'encarrega d'un nou cas. El repartiment també està format per Edward Norton, Janelle Monáe, Kathryn Hahn, Leslie Odom Jr., Jessica Henwick, Madelyn Cline, Kate Hudson i Dave Bautista. La pel·lícula ha estat subtitulada al català.
Mentre promocionava Punyals per l'esquena el 2019, Johnson va insinuar la possibilitat d'una seqüela. El 2020, es va confirmar que estava treballant en una història amb Craig per repetir el seu paper. El març del 2021, Netflix va comprar els drets de dues seqüeles de Punyals per l'esquena per 469 milions de dòlars estatunidencs. El rodatge va tenir lloc a l'illa de Spetses, Grècia, entre juny i juliol de 2021, i va continuar fora de Grècia fins al setembre. Els membres de l'equip de gravació que tornaven de Punyals per l'esquena incloïen el director de fotografia Steve Yedlin, l'editor Bob Ducsay i el compositor Nathan Johnson.
Punyals per l'esquena: El misteri de Glass Onion va tenir la seua estrena al 47è Festival Internacional de Cinema de Toronto el 10 de setembre de 2022 i ha tingut una estrena limitada als cinemes d'una setmana el 23 de novembre de 2022, abans de la seua estrena el 23 de desembre a Netflix.

## Repartiment
- Daniel Craig com a Benoit Blanc, un detectiu privat
- Edward Norton com Miles Bron, un multimilionari de Nova York i propietari d'una gran empresa tecnològica
- Janelle Monáe com a Helen i Andi Brand, germanes bessones, aquesta última l'exsòcia comercial de Miles.
- Kathryn Hahn com a Claire Debella, la governadora de Connecticut, ara candidata al Senat
- Leslie Odom Jr. com a Lionel Toussaint, el científic cap de l'empresa de Miles
- Kate Hudson com a Birdie Jay, una antiga supermodel convertida en dissenyadora de moda a Manhattan
- Dave Bautista com a Duke Cody, un streamer i activista pels drets dels homes
- Jessica Henwick com a Peg, l'assistent de Birdie
- Madelyn Cline com a Whisky, la xicota de Duke i assistent del canal de Twitch
- Noah Segan com a Derol, un vagabund que viu a l'illa de Miles
- Jackie Hoffman com a Ma, la mare de Duke
- Dallas Roberts com a Devon Debella, el marit de Claire

A més, Ethan Hawke apareix breument com l'assistent de Miles (acreditat com a "Efficient Man"), Hugh Grant fa un cameo com Phillip, parella domèstica de Blanc, i Joseph Gordon-Levitt dona veu al rellotge de Miles, el Hourly Dong. Diverses celebritats fan aparicions com a elles mateixes, com Stephen Sondheim, Angela Lansbury, Natasha Lyonne, Kareem Abdul-Jabbar, Yo-Yo Ma, Jake Tapper i Serena Williams. Sondheim i Lansbury van morir abans de l'estrena de Glass Onion, i la pel·lícula està dedicada a tots dos. Les cares de Jared Leto i Jeremy Renner apareixen a recipients de kombutxa i salsa picant, respectivament.

## Recepció crítica
Al lloc web de l'agregador de ressenyes Rotten Tomatoes, el 94% de les crítiques de 313 crítiques són positives, amb una valoració mitjana de 8/10. El consens del lloc web diu: "Punyals per l'esquena: El misteri de Glass Onion torna amb Benoit Blanc per a un altre misteri molt entretingut completat per un repartiment excepcional". Metacritic, que utilitza una mitjana ponderada, va assignar a la pel·lícula una puntuació de 81 sobre 100, basada en 61 crítics, la qual cosa indica "aclamació universal".
Owen Gleiberman, de Variety, va elogiar la pel·lícula com a "un joc de misteris d'intèrprets més gran, vistós, encara més elaborat i polifacètic" que la primera pel·lícula.
Els personatges i la trama de la pel·lícula s'han comparat amb els actuals magnats empresarials. Calder McHugh de Politico va descriure la pel·lícula com "una al·legoria per a tots nosaltres que vivim amb els omnipresents Elon Musk, Donald Trump i Jeff Bezos", mentre que James Downie de MSNBC va afirmar que el personatge de Norton, Miles Bron, "barrejarà la fanfarroneria, l'arrogància i les idees mig cuites probablement recorden Elon Musk, propietari de Twitter i entusiasta dels cotxes a temps parcial". Sobre la rellevància de la pel·lícula per als esdeveniments actuals, Rian Johnson va afirmar: "Un amic meu va dir: "Home, sembla que l'hages estat escrit aquesta tarda". I això és una mena d'accident"